# اچ‌ام‌اس ژوپیتر (۱۷۷۸)
اچ‌ام‌اس ژوپیتر (۱۷۷۸) (به انگلیسی: HMS Jupiter (1778)) یک کشتی بود که طول آن ۱۴۶ فوت ۱ ۱⁄۲ اینچ (۴۴٫۵ متر) بود. این کشتی در سال ۱۷۷۸ ساخته شد.